# Internazionali d'Italia 1955 - Singolare maschile
Il singolare maschile del torneo di tennis Internazionali d'Italia 1955 è stato vinto da Fausto Gardini che ha battuto in una finale tutta italiana Giuseppe Merlo, per ritiro sul 6-1, 1-6, 3-6, 6-6. In vantaggio per due set a uno, Merlo ha avuto due match point sul 6-5 del quarto set, prima di essere colpito dai crampi; in tali condizioni è riuscito a procurarsene un terzo, inutilmente, prima di ritirarsi nel game successivo, in preda a una crisi di nervi.

## Tabellone

### Legenda
| - Q = Qualificato - WC = Wild card - LL = Lucky loser | - ALT = Alternate - SE = Special Exempt - PR = Protected Ranking | - w/o = Walkover - r = Ritirato - d = Squalificato |

### Fase finale
|  | Quarti di finale | Quarti di finale | Quarti di finale | Quarti di finale | Quarti di finale | Quarti di finale | Quarti di finale |  |  | Semifinali     | Semifinali     | Semifinali     | Semifinali     | Semifinali | Semifinali | Semifinali |   |   | Finale         | Finale         | Finale | Finale | Finale | Finale | Finale |  |
|  |                  |                  |                  |                  |                  |                  |                  |  |  |                |                |                |                |            |            |            |   |   |                |                |        |        |        |        |        |  |
|  | Fausto Gardini   | Fausto Gardini   | Fausto Gardini   | 6                | 4                | 6                | 6                |  |  |                |                |                |                |            |            |            |   |   |                |                |        |        |        |        |        |  |
|  | Herbert Flam     | Herbert Flam     | Herbert Flam     | 1                | 6                | 2                | 1                |  |  | Fausto Gardini | Fausto Gardini | Fausto Gardini | Fausto Gardini | 6          | 6          | 6          |   |   |                |                |        |        |        |        |        |  |
|  | Enrique Morea    | Enrique Morea    | Enrique Morea    | 6                | 6                | 10               | 6                |  |  | Enrique Morea  | Enrique Morea  | Enrique Morea  | Enrique Morea  | 4          | 4          | 3          |   |   |                |                |        |        |        |        |        |  |
|  | Art Larsen       | Art Larsen       | Art Larsen       | 0                | 1                | 12               | 4                |  |  |                |                |                |                |            |            |            |   |   | Fausto Gardini | Fausto Gardini | 6      | 1      | 3      | 6      |        |  |
|  | Budge Patty      | Budge Patty      | Budge Patty      | 6                | 6                | 3                | 7                |  |  |                |                | Giuseppe Merlo | Giuseppe Merlo | 1          | 6          | 6          | 6 | r |                |                |        |        |        |        |        |  |
|  | Kurt Nielsen     | Kurt Nielsen     | Kurt Nielsen     | 2                | 2                | 6                | 5                |  |  | Budge Patty    | Budge Patty    | Budge Patty    | Budge Patty    | 0          | 6          | 6          |   |   |                |                |        |        |        |        |        |  |
|  | Giuseppe Merlo   | Giuseppe Merlo   | Giuseppe Merlo   | Giuseppe Merlo   | 6                | 6                | 9                |  |  | Giuseppe Merlo | Giuseppe Merlo | Giuseppe Merlo | Giuseppe Merlo | 6          | 8          | 8          |   |   |                |                |        |        |        |        |        |  |
|  | Sven Davidson    | Sven Davidson    | Sven Davidson    | Sven Davidson    | 0                | 1                | 7                |  |  |                |                |                |                |            |            |            |   |   |                |                |        |        |        |        |        |  |